# Дашджа
Дашджа (азерб. Daşca) — село в Габалинском районе Азербайджана. 

## География
Расположено к юго-востоку от Габалы. Ближайшее соседнее село — Зараган. 

## Этимология
Топоним Дашджа (Дашлыджа) означает «каменистое место». 

## История
По материалам посемейных списков на 1886 год, в Куткашинском сельском обществе IV участка Нухинского уезда Елисаветопольской губернии отмечались «татарские» (азербайджанские) суннитские селения Даштиджа и Даштиджа-Куткашинъ.

## Население
Согласно результатам Азербайджанской сельскохозяйственной переписи 1921 года, Даштиджа Куткашенского сельского общества Нухинского уезда Азербайджанской ССР населяли 239 человек (62 хозяйства), преимущественно тюрки-азербайджанцы.
По материалам издания «Административное деление АССР», подготовленного в 1933 году Управлением народно-хозяйственного учёта Азербайджанской ССР (АзНХУ), по состоянию на 1 января 1933 года Дашлыджа входило в состав Зараганского сельсовета Куткашенского района Азербайджанской ССР. В селе на то время проживало 267 человек (67 хозяйств), среди которых было 157 мужчин и 110 женщин. Национальный состав всего Зараганского сельсовета состоял преимущественно из тюрок (азербайджанцев) — 99,2 %.